# Paseo de las Estrellas
El Paseo de las Estrellas es una vía peatonal y espacio turístico-cultural ubicado en la ciudad de Managua, Nicaragua. Forma parte del eje recreativo de la Avenida Bolívar a Chávez y está diseñado para rendir homenaje a destacados artistas, músicos, escritores y figuras relevantes de la cultura nicaragüense. Es considerado el equivalente local del Paseo de la Fama de Hollywood.

## Historia
El paseo fue inaugurado en 2015 por la Alcaldía de Managua como parte del programa de renovación urbana en el casco antiguo de la ciudad. Incluye una serie de placas metálicas en forma de estrella colocadas en el suelo, cada una con el nombre, firma y disciplina del artista homenajeado.

## Ubicación
Se encuentra sobre un tramo peatonal de la Avenida Bolívar a Chávez, en el sector que conecta la Plaza de la Revolución con el Puerto Salvador Allende. Tiene una extensión de aproximadamente 100 metros.

## Personalidades homenajeadas
Hasta 2024, algunas de las figuras reconocidas con una estrella son:
- Carlos Mejía Godoy
- Luis Enrique
- Otto de la Rocha
- Norma Helena Gadea
- Salvador Cardenal
- Elsa Basil
- Pablo Antonio Cuadra

## Importancia
Este paseo no solo representa un tributo al talento nacional, sino también un punto de interés para los turistas y una herramienta de fortalecimiento de la identidad cultural urbana en Managua.